# 莫沙河
莫沙河是俄羅斯的河流，屬於奧涅加河的右支流，由阿爾漢格爾斯克州負責管轄，河道全長131公里，流域面積8,450平方公里，該河被用作浮運木材。
62°25′12″N 39°47′40″E / 62.42000°N 39.79444°E